# فرنسيسكو بالاسيوس (لاعب كرة قدم)
فرنسيسكو بالاسيوس (بالإسبانية: Francisco Palacios Alleyne)‏ هو لاعب كرة قدم بنمي في مركزي الدفاع والوسط، ولد في 10 ديسمبر 1990 في مدينة بنما في بنما. شارك مع منتخب بنما لكرة القدم. أما مع النوادي، فقد لعب مع San Francisco F.C. ‏.

## وصلات خارجية
- فرنسيسكو بالاسيوس (لاعب كرة قدم) على موقع قاعدة بيانات كرة القدم.إي يو (الإنجليزية)
- فرنسيسكو بالاسيوس (لاعب كرة قدم) على موقع ناشيونال فوتبول تيمز (الإنجليزية)
- فرنسيسكو بالاسيوس (لاعب كرة قدم) على موقع Soccerway.com (الإنجليزية)